# Каратал (Алтайский край)
Каратал — упразднённое село в Немецком национальном районе Алтайского края. Ликвидировано в 70-е года XX века.

## География
Село располагалось в 5 км к востоку от села Гришковка.

## История
Основано в 1908 году переселенцами из Самарской и Оренбургской губерний. До 1917 года меннонистское село Орловской волости Барнаульского уезда Томской губернии. Община братских меннонитов входила в состав общины Марковка. В 1931 г. создан колхоз «Новая жизнь». С 1950 года отделение колхоза им. Молотова (позже переименован в Ленина). В 70-е годы XX века в связи с ликвидацией неперспективных сел основная часть жителей переселяются в Гришковку.

## Население[1]
| Год     | 1911 | 1926 |
| ------- | ---- | ---- |
| Человек | 187  | 267  |